# Bittacus kagoshimaensis
Bittacus kagoshimaensis är en näbbsländeart som beskrevs av Syuti Issiki 1929. Bittacus kagoshimaensis ingår i släktet Bittacus och familjen styltsländor. Inga underarter finns listade i Catalogue of Life.